# Catherine Musnier
Pour les articles homonymes, voir Musnier.
 (décembre 2011).
Si vous disposez d'ouvrages ou d'articles de référence ou si vous connaissez des sites web de qualité traitant du thème abordé ici, merci de compléter l'article en donnant les références utiles à sa vérifiabilité et en les liant à la section « Notes et références ».
Catherine Musnier, née au Canada en décembre 1974, est une artiste-peintre canadienne de style naïf animalier.

## Biographie
Née au Canada en décembre 1974, Catherine Musnier commence à dessiner très tôt dans l'atelier de sa mère, artiste-peintre, qui lui apprend les bases de la peinture. En 1982, la profession de son père, expert dans l'international, amène la famille à s'installer en Côte d'Ivoire. Ces souvenirs d'Afrique déposeront une empreinte indélébile sur son inspiration.
En 1993, elle rejoint la France pour cinq années d'études en finance. Mais la passion est la plus forte : en 2001, Catherine Musnier écoute son cœur et son âme pour se consacrer entièrement à la peinture. Elle suit une formation avec Jean-Louis Pesch, dessinateur de bandes dessinées (Sylvain et Sylvette) et commence à exposer en 2002.
Reconnue par ses pairs[réf. nécessaire], elle reçoit en 2004, à l'Institut de France, le Prix Bastien-Lepage- Peinture décerné par l'Académie des Beaux-Arts de Paris.[réf. nécessaire]
Elle participe à de nombreuses expositions d’Art Naïf[réf. nécessaire], expose dans des Galeries en France et à l’étranger et est sélectionnée pour participer aux grands Salons parisiens (Salon d’Automne, Salon des Artistes Français, Salon Comparaison) qui se tiennent au Grand Palais à Paris.
Catherine Musnier a également été amenée à collaborer, sur un projet artistique, avec Manu Dibango, et autour de la biodiversité, avec Allain Bougrain-Dubourg et Nature productions.

## Récompenses
2011
- Prix A. E. Gallia, Salon des Artistes Français au Grand Palais
- Prix du public, Galerie Eboli, Madrid (Espagne) pour la toile : Le Perroquet bleu

2008
- Prix du Public, 11e Festival International d'Art Animalier en Pays d'Eygurande - Hommage au Douanier Rousseau

2007
- 1er prix de peinture décerné par la Ville de Larmolaye au 28e Salon de peinture

2004
- Prix de Peinture Bastien-Lepage décerné par l’Académie des Beaux-Arts de Paris
- 3e Prix de la Création décerné par la Ville du Lavandou au 31e Salon International de peinture

2002
- 1er Grand Prix des Naïfs à la Galerie France-Art.

## Liste des expositions
2011
- du 17 mars au 18 mai : Exposition collective à la galerie Eboli à Madrid Espagne.
- du 28 avril au 14 mai : Exposition collective à Espace Art et Culture Ville de Charenton-le-Pont.
- du 24 mai au 5 juin : Exposition collective à la médiathèque de la ville de Mâcon.
- du 20 septembre au 2 octobre : exposition collective au Carré de la Farine à Versailles.
- du 1er octobre au 1er novembre : exposition collective à la médiathèque Antoine-de-Saint-Exupéry à La Grand-Croix.
- du 1er octobre au 7 novembre : Exposition européenne d’art naïf à la galerie Jacqueline Bricard à Lourmarin (Vaucluse)
- du 8 au 25 octobre : exposition collective à la galerie Connoisseur Paris 6e.
- du 22 au 27 novembre : Salon des artistes français dans le cadre d’ « Art en Capital », au Grand-Palais, Paris
- du 12 au 24 décembre : exposition sur l'art naïf, organisée par l'Agence Evenementia Events, sur Second Life.

2010
- du 19 décembre 2009 au 25 avril 2010, Exposition d'art naïf au musée d'Allard à Montbrison (Loire)
- du 13 au 21 février, Salon international d'art naïf, Groupe international des primitifs modernes dits naïfs à Andrésy
- du 12 mars au 21 mai, VII Muestra de Pintura Naif Europea, à la galerie Eboli, Madrid - Espagne
- du 4 au 27 juin, Exposition d'art raïf à la galerie du Caveau des Arts à Saint-Galmier (Loire/Rhône-Alpes)
- du 30 juin 2010 au 26 juillet, Exposition à la Maison du Limousin, 30, rue de Caumartin Paris
- du 31 juillet au 19 septembre, Exposition d’art naïf, 7e symphonie des Naïfs, Saint-Junien (Limousin)
- du 31 juillet au 31 août, Exposition d’art naïf, Le Concerto des Naïfs, Rochechouart (Limousin)
- du 18 sept au 15 novembre, Exposition L'Arbre et l'Oiseau à la galerie Jacqueline Bricard à Lourmarin (Vaucluse)
- du 2 au 17 octobre, Salon international d'art naïf, Groupe international des primitifs modernes dits naïfs, Soisy-sous-Montmorency (Val-d’Oise)
- du 23 au 28 novembre, Salon Comparaison dans le cadre de l'exposition Art en Capital au Grand-Palais, Paris
- du 15 au 23 décembre, Noël russe naïf, Groupe international des primitifs modernes dits naïfs au Carré des Coignards à Nogent-sur-Marne

2009
- du 12 mars au 9 mai, VI Muestra de Pintura Naif Europea, à la Galeria Eboli, Madrid (Espagne)
- du 1er au 19 juin, Reg’art naïf, hôtel de ville de Mâcon (Saône-et-Loire)
- du 18 juillet au 7 août, Biennale d'Art naïf d’Evere (Belgique) en collaboration avec le musée d'Art spontané (Bruxelles)
- du 18 au 30 août, salon international d'art naïf, Groupe international des primitifs modernes dits naïfs au pavillon Davioud dans les jardins du Luxembourg, Paris sous l'égide du Sénat.
- du 10 au 18 octobre, 2e salon international d'art naïf, Groupe international des primitifs modernes dits naïfs à Neuilly-Plaisance.
- du 2 octobre au 5 novembre, Exposition au château de Lourmarin et à la galerie Jacqueline Bricard de Lourmarin (Vaucluse)
- du 19 décembre 2009 au 25 avril 2010, Exposition d'art naïf au Musée d'Allard, Montbrison (Loire)

2008
- 5e Biennale d'art naïf à Andrésy (Yvelines)
- 5e salon d’art naïf Européen à la galerie Eboli, Madrid (Espagne)
- Festival d’art naïf de Verneuil-sur-Avre (Eure)
- Quatre naïfs à la Maison du Limousin, 30, rue de Caumartin, Paris, 29e salon de peinture à Lamorlaye (Oise)
- Exposition d'art naïf au château des Tourelles dans la ville du Plessis-Trévise (Val-de-Marne)
- 11e Festival international d'art animalier en Pays d'Eygurande (Corrèze)
- Hommage au Douanier Rousseau
- 6e Biennale d'art naïf La Noce des Naïfs à Saint-Junien (Haute-Vienne) - 6e biennale d'art naïf Le Voyage de Noce à Saint-Brice-sur-Vienne (Haute-Vienne)
- 6e Biennale d'art naïf, galerie Épicerie d'art, Eymoutiers (Haute-Vienne)
- Exposition du Groupe international des primitifs modernes dits naïfs au Carré de la Farine à Versailles (Yvelines)
- Galerie Pinxit à Vichy
- Salon Comparaison, dans le cadre d'Art en Capital au Grand-Palais, Paris
- Exposition pendant le concert du conte musical L’Enfant pirogue et l’Homme crocodile de, par et avec Manu Dibango.

2007
- Exposition d'art naïf organisé par le Groupe international des primitifs modernes dits naïfs à Neuilly-Plaisance (Paris Île-de-France)
- Exposition à la galerie Les Amis des Arts, Aix-en-Provence
- Festival d’art naïf d’Evere en collaboration avec le musée d'Art spontané (Bruxelles) : l’art naïf envahit sept lieux, Everoix, Belgique
- 28e salon de peinture à Lamorlaye (Oise), distinction : 1er Prix de peinture
- Festival d’art naïf de Verneuil (Eure)
- 4e salon d’art naïf européen, galerie Eboli à Madrid. Sa toile Bain de tigres a servi pour l'affiche en grand format à l’entrée de la galerie.
- Exposition Animaux d'artistes à la galerie Keller, Paris

2006
- Exposition d’art naïf au réfectoire de l’abbaye de Montivilliers (Seine-Maritime)
- Salon des artistes français dans le cadre d’Art en Capital, au Grand-Palais, Paris
- 5e Biennale d’art naïf, la Cité des Naïfs à Saint-Junien
- 5e Biennale d’art naïf, le Zoo des Naïfs à Saint-Brice
- Exposition personnelle à la mairie de Garéoult (Var)
- Festival d’art naïf, Verneuil
- 4e Biennale d’art naïf, Andrésy
- Talents de Femmes, La Garde (Var)
- 3e salon d’art naïf Européen, galerie Eboli, Madrid

2005
- Salon des artistes français, parc floral de Paris
- IIe salon d’art naïf Européen, galerie Eboli, Madrid. 4e de couverture du Livre II Muestra de Arte Naïf Europeo

2004
- Salon des artistes français, parc floral de Paris – Distinction : prix de peinture Bastien-Lepage décerné par l’Académie des Beaux-Arts de Paris
- 31e prix international de peinture, Le Lavandou (Var)- Distinction : 3e prix de la Création
- 23e salon d’art de Garéoult
- 20e salon des artistes de la région, Le Lavandou
- Trois femmes à l’honneur, galerie Mabillon, Aix-en-Provence (Bouches-du-Rhône)
- Salon des artistes indépendants (invitée jeune artiste), Espace Auteuil, Paris

2003
- Galerie Mabillon, Aix-en-Provence
- Salon d’Automne (centenaire), Paris
- Salon des artistes indépendants (invitée jeune artiste), Paris
- Galerie Les Crayons bleus, Marseille (Bouches-du-Rhône)

2002
- Centre culturel de La Seyne sur mer
- Centre culturel de Bandol
- Salon des peintres naïfs, galerie France-Art, Pertuis - Distinction : 1er grand prix des Naïfs
- 4e salon des peintres et sculpteurs, Longchamp, Marseille
- Maison du Tourisme, Sanary

## Articles, Publications, Parutions, Interview...
2012
- Quatre pages dans le Magazine Dessins et Peintures - Pratique no 29 février-avril 2012 Rencontre : Catherine Musnier: attention peintre en liberté

2011
- Double page (p. 20& 21) dans le mensuel « Atout Chat » no 319 du mois de septembre.
- Parution dans un livre d’Art Japonais « Art Galerie » Collection des Arts Édition japonaise Osaka.
- Radio Aléo 104.8 FM, Mâcon : interview de Catherine Musnier, artiste peintre, par Sandra Thillier, journalist.
- Livre VIII Muestra de Arte Naïf Europeo Eboli, Galeria de Arte Madrid,

2010
- Catalogue comparaison 2010.
- Utilisation de la toile La montagne de Noé, (image retournée), pour la couverture du TDC (Textes et Documents pour la Classe) no 1001 sur la Biodiversité d’octobre 2010
- Dessins et Peintures Thématique no 21 février /mars 2010 « Rencontre - Catherine Musnier - L’Art au féminin » pages 3, 46, 47, 48 et 49
- Livre VII Muestra de Arte Naïf Europeo (couverture), Eboli, Galeria de Arte Madrid,
- Utilisation de sa toile L’Arche de Noé, le joyeux débarquement pour la conclusion du premier épisode de la série Les héros de la biodiversité, production Allain Bougrain-Dubourg, diffusée sur France 2,

2009
- Livre L’Europe et les Naïfs, Galerie Jacqueline Bricard.
- Arts Actualités Magazine no 168 mai/juin 2009 Magazine p. 60-61 « Festival RegArt Naïf »,
- Radio Aléo 104.8 FM, Mâcon : interview de Catherine Musnier, artiste peintre, par Sandra Thillier, journaliste.
- Livre VI Muestra de Arte Naïf Europeo, Eboli, Galeria de Arte Madrid.

2008
- Magazine d’actions culturelles de la communauté d’Agglomération Evry Centre Essonne no 40 – décembre 2008 : 4e de couverture : « Art déco. Catherine Musnier, une artiste du bonheur. » « Un petit coin de Paradis ».
- Magazine Dessins et Peinture no 39 novembre – décembre 2008 Dossier de 8 pages : « Tout savoir sur la peinture naïve avec Alain Donnat, Catherine Musnier, Sophie Sirot, Bernard Vercruyce ».
- Salon d'art naïf par le Groupe International des Primitifs Modernes Salon d'art naïf par le Groupe International des Primitifs Modernes »
- Catalogue « Comparaisons 2008 »
- Livre V Muestra de Arte Naïf Europeo, Eboli, Galeria de Arte Madrid.
- Festival d’art naïf à Verneuil sur Avre - leblogculture.com

2007
- DVD interviews du 3e Festival d’Art Naïf à Verneuil sur Avre
- Livre IV Muestra de Arte Naïf Europeo, Eboli, Galeria de Arte Madrid.

2006
- Livre III Muestra de Arte Naïf Europeo, Eboli, Galeria de Arte Madrid.

2005
- Livre II Muestra de Arte Naïf Europeo, (4e de couverture), Eboli, Galeria de Arte Madrid.

2004, 2005, 2006
- Catalogue des Artistes Français

2003
- Catalogue du Salon D’Automne (centenaire)

2003, 2004
- Catalogue du Salon des Artistes Indépendants (section jeune artistes)

2005
- « Le Géant des Beaux-Arts », œuvre « Eden », Catalogue 2005

2006
- Journal de Garéoult Infos no 3 « Catherine Musnier – Peintures naïves », Eté/Automne 2006
- Var Matin-Nice Matin, Garéoult, Exposition « L’excellence de Catherine Musnier », juin 2006
- Var Matin-Nice Matin, Garéoult, « Rencontre avec Catherine Musnier », octobre 2004
- Var Matin-Nice matin, Le Lavandou, « Les Lauréats du 31ème prix de peinture de la ville », août 2004
- La Provence - Marseille – Bouches-du-Rhôn, Version Femina – Sorties à Aix- Galerie Mabillon, mai 2004

2002
- Côté Art « Salon de Peintres Naïfs en Libertés » 1er prix, novembre 2002
- Var Matin – Nice Matin, Sanary, « Un certain regard sur l’Art », avril 2002